# Pardosa septentrionalis
Pardosa septentrionalis este o specie de păianjeni din genul Pardosa, familia Lycosidae. A fost descrisă pentru prima dată de Westring, 1861. Conform Catalogue of Life specia Pardosa septentrionalis nu are subspecii cunoscute.